# Perigonini
Los perigoninos (Perigonini) son una tribu de coleópteros adéfagos perteneciente a la familia Carabidae. 

## Géneros
Tiene los siguientes géneros:
- Diploharpus
- Mizotrechus
- Perigona
- Ripogenites